# Берлин, Хаим
Ха́им Бе́рлин (1832, Воложин, Виленская губерния — 1913, Иерусалим) — российский раввин.
Родился в семье главы Воложинской иешивы Гирша-Лейба Берлина и Райны, дочери Ицхока из Воложина. В 1865-1885 гг. — раввин Москвы. В 1889-1892 гг. — глава раввинского суда Воложина, в 1892—1906 гг. — раввин Елисаветграда. С 1907 года жил в Эрец-Исраэль, после смерти р. Шмуэля Саланта в 1909 году стал главой ашкеназской общины Иерусалима.

## Наследие
Он умер в возрасте 81 года 24 сентября 1912 года и был похоронен на еврейском кладбище Елеонской горы в Восточном Иерусалиме. 
Иешива раввин Хаим Берлин, основанная в Бруклине, штат Нью-Йорк, в 1904 году как ешива Тиферес Бачурим, была переименована в честь раввина Хаима Берлина в 1914 году по предложению его брата, раввина Меира Берлина (Бар-Илан). 